# Вернянка
Вернянка (укр. Вернянка) — село на Украине, находится в Липовецком районе Винницкой области.
Код КОАТУУ — 0522284802. Население по переписи 2001 года составляет 75 человек. Почтовый индекс — 22551. Телефонный код — 4358.
Занимает площадь 0,715 км².

## Адрес местного совета
22551, Винницкая область, Липовецкий р-н, с. Поповка, ул. Ленина, 2